# Eredivisie ijshockey 2009/10
De Eredivisie ijshockey is de hoogste ijshockeydivisie in Nederland. Het seizoen 2009/10 was het 50e seizoen van deze competitie.
Het seizoen ving aan op 13 november, nadat de bekercompetitie tot de halve finale was afgerond. Er namen acht teams aan deel en de teams speelden vier keer tegen elkaar in twee thuis- en twee uitwedstrijden en speelden zodoende 28 competitiewedstrijden. Daarna werd de Play-offronden gespeeld met daarin de zes hoogst geëindigde teams.
Titelverdediger was HYS The Hague. Het Utrechtse Hoek Dragons, in het seizoen 2008/09 nog deelnemer, ontbreekt dit seizoen. Als Romijnders Devils Nijmegen werd voor het eerst het landskampioenschap binnen gehaald door deze vereniging, het was de negende keer dat de nationale ijshockeytitel in Nijmegen terechtkwam.

## Competitie
Een gewonnen wedstrijd leverde drie punten op. Bij een gelijkspel volgde een verlenging (4-tegen-4) van maximaal vijf minuten, het team dat scoorde won de wedstrijd met één doelpunt verschil. Bleef de verlenging doelpuntloos, dan volgde een shoot-out. In beide gevallen kreeg de winnaar twee punten, de verliezer één punt.

### Eindstand
| \| # \| Club \| AW \| W \| GW \| GV \| V \| Pnt \| v-t \| \| - \| -------------------------- \| -- \| -- \| -- \| -- \| -- \| --- \| ------ \| \| 1 \| Romijnders Devils Nijmegen \| 28 \| 18 \| 3 \| 3 \| 4 \| 63 \| 128-80 \| \| 2 \| HYS The Hague \| 28 \| 18 \| 0 \| 2 \| 8 \| 56 \| 134-72 \| \| 3 \| Destil Trappers Tilburg \| 28 \| 17 \| 1 \| 2 \| 8 \| 55 \| 135-66 \| \| 4 \| Ruijters Eaters Geleen \| 28 \| 13 \| 6 \| 1 \| 8 \| 52 \| 100-77 \| \| 5 \| Hajé Flyers Heerenveen \| 28 \| 15 \| 2 \| 2 \| 9 \| 51 \| 125-88 \| \| 6 \| Eindhoven Kemphanen \| 28 \| 13 \| 2 \| 1 \| 12 \| 44 \| 144-90 \| \| 7 \| Amstel Tijgers Amsterdam \| 28 \| 3 \| 0 \| 2 \| 23 \| 9 \| 56-166 \| \| 8 \| Groningen Grizzlies \| 28 \| 1 \| 0 \| 1 \| 26 \| 4 \| 87-223 \| | Legenda AW = aantal wedstrijden W = winstpartij (3 punten) GW = gelijk en gewonnen na verlenging (2 punten) GV = gelijk en verloren na verlenging (1 punt) V = verliespartij (0 punten) Pnt = totaal punten v-t = doelpunten voor/tegen |    |    |    |    |    |     |        |
| # | Club | AW | W  | GW | GV | V  | Pnt | v-t    |
| 1 | Romijnders Devils Nijmegen | 28 | 18 | 3  | 3  | 4  | 63  | 128-80 |
| 2 | HYS The Hague | 28 | 18 | 0  | 2  | 8  | 56  | 134-72 |
| 3 | Destil Trappers Tilburg | 28 | 17 | 1  | 2  | 8  | 55  | 135-66 |
| 4 | Ruijters Eaters Geleen | 28 | 13 | 6  | 1  | 8  | 52  | 100-77 |
| 5 | Hajé Flyers Heerenveen | 28 | 15 | 2  | 2  | 9  | 51  | 125-88 |
| 6 | Eindhoven Kemphanen | 28 | 13 | 2  | 1  | 12 | 44  | 144-90 |
| 7 | Amstel Tijgers Amsterdam | 28 | 3  | 0  | 2  | 23 | 9   | 56-166 |
| 8 | Groningen Grizzlies | 28 | 1  | 0  | 1  | 26 | 4   | 87-223 |

### Uitslagen
| Datum | Thuisteam           | Uitslag | periodestanden | Uitteam             |
| ----- | ------------------- | ------- | -------------- | ------------------- |
| 13/11 | Nijmegen Devils     | 13-6    | 7-4, 3-1, 3-1  | Groninger Grizzlies |
| 13/11 | HYS The Hague       | 2-5     | 2-0, 0-2, 0-3  | Heerenveen Flyers   |
| 14/11 | Amstel Tijgers      | 2-7     | 2-2, 0-1, 0-4  | Tilburg Trappers    |
| 14/11 | Heerenveen Flyers   | 5-4 nv  | 0-1, 2-2, 2-1  | Nijmegen Devils     |
| 14/11 | Eindhoven Kemphanen | 3-4     | 0-3, 2-1, 1-0  | Eaters Geleen       |
| 15/11 | Groninger Grizzlies | 2-3     | 1-1, 1-1, 0-1  | Eindhoven Kemphanen |
| 15/11 | Tilburg Trappers    | 4-2     | 2-0, 1-2, 1-0  | HYS The Hague       |
| 15/11 | Eaters Geleen       | 4-0     | 1-0, 3-0, 0-0  | Amstel Tijgers      |
| 21/11 | Heerenveen Flyers   | 12-4    | 4-0, 4-1, 4-3  | Groninger Grizzlies |
| 21/11 | Eindhoven Kemphanen | 5-2     | 1-1, 1-1, 2-0  | Amstel Tijgers      |
| 22/11 | Amstel Tijgers      | 2-5     | 0-1, 2-3, 0-1  | Groninger Grizzlies |
| 27/11 | Heerenveen Flyers   | 6-3     | 2-0, 2-1, 2-2  | Amstel Tijgers      |
| 27/11 | Groninger Grizzlies | 1-5     | 0-2, 0-1, 1-2  | Eaters Geleen       |
| 27/11 | Nijmegen Devils     | 3-2     | 1-1, 1-0, 1-1  | Tilburg Trappers    |
| 28/11 | Amstel Tijgers      | 1-6     | 0-4, 1-1, 0-1  | Eindhoven Kemphanen |
| 29/11 | Tilburg Trappers    | 11-4    | 5-1, 4-1, 2-2  | Groninger Grizzlies |
| 29/11 | Eaters Geleen       | 5-4     | 0-1, 1-2, 3-1  | Heerenveen Flyers   |
| 01/12 | Eaters Geleen       | 2-3     | 1-1, 0-1, 1-1  | Nijmegen Devils     |
| 02/12 | Eindhoven Kemphanen | 5-9     | 2-2, 2-4, 1-3  | Tilburg Trappers    |
| 04/12 | Tilburg Trappers    | 5-2     | 2-0, 0-2, 3-0  | Heerenveen Flyers   |
| 04/12 | Nijmegen Devils     | 4-0     | 2-0, 0-0, 2-0  | Amstel Tijgers      |
| 04/12 | HYS The Hague       | 4-1     | 2-1, 0-0, 2-0  | Eaters Geleen       |
| 05/12 | Heerenveen Flyers   | 1-4     | 1-1, 0-0, 0-3  | Eindhoven Kemphanen |
| 06/12 | Groninger Grizzlies | 7-15    | 1-6, 3-4, 3-5  | HYS The Hague       |
| 06/12 | Eaters Geleen       | 5-2     | 1-0, 2-1, 2-1  | Tilburg Trappers    |
| 06/12 | Eindhoven Kemphanen | 3-5     | 1-3, 1-0, 1-2  | Nijmegen Devils     |
| 09/12 | Nijmegen Devils     | 4-0     | 0-0, 3-0, 1-0  | HYS The Hague       |
| 10/12 | Groninger Grizzlies | 4-6     | 2-2, 1-3, 1-1  | Heerenveen Flyers   |
| 11/12 | Tilburg Trappers    | 3-4 nv  | 2-1, 0-1, 1-1  | Nijmegen Devils     |
| 11/12 | HYS The Hague       | 4-2     | 3-1, 0-0, 1-1  | Eindhoven Kemphanen |
| 12/12 | Heerenveen Flyers   | 3-1     | 1-1, 1-0, 1-0  | Eaters Geleen       |
| 12/12 | Eindhoven Kemphanen | 4-3     | 3-1, 0-1, 1-1  | HYS The Hague       |
| 12/12 | Groninger Grizzlies | 3-5     | 1-2, 1-2, 1-1  | Tilburg Trappers    |
| 13/12 | Eaters Geleen       | 9-2     | 4-1, 3-1, 2-0  | Groninger Grizzlies |
| 13/12 | Amstel Tijgers      | 0-5     | reglementair * | Heerenveen Flyers   |
| 18/12 | Tilburg Trappers    | 1-3     | 0-0, 0-2, 1-1  | Eaters Geleen       |
| 18/12 | Nijmegen Devils     | 5-3     | 0-2, 2-1, 3-0  | Eindhoven Kemphanen |
| 18/12 | HYS The Hague       | 10-2    | 2-0, 4-1, 4-1  | Groninger Grizzlies |
| 19/12 | Groninger Grizzlies | 5-6     | 1-1, 1-2, 3-3  | Nijmegen Devils     |
| 19/12 | Heerenveen Flyers   | 4-2     | 0-1, 2-1, 2-0  | Tilburg Trappers    |
| 22/12 | Tilburg Trappers    | 5-1     | 2-1, 0-0, 3-0  | Eindhoven Kemphanen |
| 23/12 | Eindhoven Kemphanen | 7-6     | 4-2, 2-3, 1-0  | Heerenveen Flyers   |
| 23/12 | Amstel Tijgers      | 2-8     | 0-4, 2-3, 0-1  | HYS The Hague       |
| 23/12 | Nijmegen Devils     | 2-0     | 0-0, 1-0, 1-0  | Eaters Geleen       |
| 30/12 | Eaters Geleen       | 1-3     | 1-0, 0-0, 0-3  | HYS The Hague       |
| 02/01 | Amstel Tijgers      | 2-3 nv  | 0-1, 1-1, 1-0  | Eaters Geleen       |
| 02/01 | Eindhoven Kemphanen | 12-2    | 6-1, 3-0, 3-1  | Groninger Grizzlies |
| 02/01 | HYS The Hague       | 2-3 nv  | 0-1, 1-1, 1-0  | Tilburg Trappers    |
| 03/01 | Heerenveen Flyers   | 5-3     | 1-2, 3-1, 1-0  | HYS The Hague       |
| 03/01 | Groninger Grizzlies | 0-13    | 0-3, 0-2, 0-8  | Nijmegen Devils     |
| 03/01 | Eaters Geleen       | 3-2 nv  | 0-0, 1-1, 1-1  | Eindhoven Kemphanen |
| 03/01 | Tilburg Trappers    | 7-1     | 3-1, 1-0, 3-0  | Amstel Tijgers      |
| 08/01 | Nijmegen Devils     | 8-4     | 2-1, 3-2, 3-1  | Groninger Grizzlies |
| 08/01 | HYS The Hague       | 2-0     | 1-0, 1-0, 0-0  | Heerenveen Flyers   |
| 09/01 | Amstel Tijgers      | 3-9     | 0-4, 3-2, 0-3  | Tilburg Trappers    |
| 09/01 | Heerenveen Flyers   | 4-5     | 1-3, 1-1, 2-1  | Nijmegen Devils     |

| Datum | Thuisteam           | Uitslag | periodestanden | Uitteam             |
| ----- | ------------------- | ------- | -------------- | ------------------- |
| 09/01 | Eindhoven Kemphanen | 3-4     | 0-2, 3-1, 0-1  | Eaters Geleen       |
| 10/01 | Eaters Geleen       | 4-1     | 3-1, 0-0, 1-0  | Amstel Tijgers      |
| 10/01 | Tilburg Trappers    | 2-6     | 2-3, 0-3, 0-0  | HYS The Hague       |
| 13/01 | Amstel Tijgers      | 3-8     | 0-3, 1-1, 2-4  | Nijmegen Devils     |
| 15/01 | Nijmegen Devils     | 8-3     | 5-3, 1-0, 2-0  | Amstel Tijgers      |
| 15/01 | Groninger Grizzlies | 3-4     | 0-3, 1-1, 2-0  | HYS The Hague       |
| 15/01 | Tilburg Trappers    | 4-1     | 2-0, 1-1, 1-0  | Heerenveen Flyers   |
| 16/01 | Amstel Tijgers      | 3-2     | 0-2, 1-0, 2-0  | Groninger Grizzlies |
| 16/01 | Heerenveen Flyers   | 5-3     | 1-2, 1-1, 3-0  | Eindhoven Kemphanen |
| 16/01 | HYS The Hague       | 2-3     | 0-0, 2-1, 0-1  | Eaters Geleen       |
| 17/01 | Eaters Geleen       | 3-4     | 0-0, 2-2, 1-2  | Tilburg Trappers    |
| 17/01 | Eindhoven Kemphanen | 1-3     | 0-1, 1-1, 0-1  | Nijmegen Devils     |
| 21/01 | Groninger Grizzlies | 1-4     | 1-2, 0-1, 0-1  | Heerenveen Flyers   |
| 22/01 | Groninger Grizzlies | 5-11    | 1-4, 0-3, 4-4  | Eaters Geleen       |
| 22/01 | HYS The Hague       | 1-2     | 0-0, 1-0, 0-2  | Nijmegen Devils     |
| 23/01 | Heerenveen Flyers   | 4-2     | 2-2, 1-0, 1-0  | Amstel Tijgers      |
| 23/01 | Eindhoven Kemphanen | 2-4     | 0-0, 1-2, 2-2  | HYS The Hague       |
| 23/01 | Nijmegen Devils     | 3-6     | 0-1, 2-2, 1-3  | Tilburg Trappers    |
| 24/01 | Amstel Tijgers      | 2-5     | 1-0, 0-3, 1-2  | Eindhoven Kemphanen |
| 24/01 | Tilburg Trappers    | 10-3    | 3-1, 3-1, 4-1  | Groninger Grizzlies |
| 24/01 | Eaters Geleen       | 2-1     | 1-0, 1-0, 0-1  | Heerenveen Flyers   |
| 26/01 | Eaters Geleen       | 5-4 nv  | 1-1, 1-1, 2-2  | Nijmegen Devils     |
| 27/01 | Amstel Tijgers      | 0-8     | 0-2, 0-2, 0-4  | HYS The Hague       |
| 27/01 | Eindhoven Kemphanen | 6-1     | 1-0, 2-1, 3-0  | Tilburg Trappers    |
| 29/01 | Nijmegen Devils     | 4-0     | 4-0, 0-0, 0-0  | HYS The Hague       |
| 29/01 | Heerenveen Flyers   | 3-5     | 1-2, 2-3, 0-0  | Eaters Geleen       |
| 30/01 | Amstel Tijgers      | 2-7     | 0-3, 1-2, 1-2  | Heerenveen Flyers   |
| 30/01 | HYS The Hague       | 3-1     | 1-1, 1-0, 1-0  | Eindhoven Kemphanen |
| 30/01 | Groninger Grizzlies | 1-9     | 0-6, 0-1, 1-2  | Tilburg Trappers    |
| 31/01 | Tilburg Trappers    | 5-0     | 1-0, 3-0, 1-0  | Nijmegen Devils     |
| 31/01 | Eaters Geleen       | 4-3     | 2-2, 0-1, 2-0  | Groninger Grizzlies |
| 31/01 | Eindhoven Kemphanen | 5-1     | 0-0, 3-1, 2-0  | Amstel Tijgers      |
| 05/02 | Groninger Grizzlies | 4-5     | 2-1, 0-2, 2-2  | Eindhoven Kemphanen |
| 05/02 | HYS The Hague       | 12-1    | 4-0, 2-0, 6-1  | Amstel Tijgers      |
| 07/02 | Eindhoven Kemphanen | 0-3     | 0-1, 0-2, 0-0  | Heerenveen Flyers   |
| 10/02 | HYS The Hague       | 6-3     | 1-3, 2-0, 3-0  | Nijmegen Devils     |
| 12/02 | Tilburg Trappers    | 5-1     | 2-1, 2-0, 1-0  | Eaters Geleen       |
| 12/02 | Nijmegen Devils     | 2-1     | 2-0, 0-0, 0-1  | Eindhoven Kemphanen |
| 12/02 | HYS The Hague       | 9-1     | 1-0, 5-1, 3-0  | Groninger Grizzlies |
| 13/02 | Heerenveen Flyers   | 7-2     | 1-0, 2-1, 4-1  | Tilburg Trappers    |
| 13/02 | Groninger Grizzlies | 4-8     | 0-4, 2-2, 2-2  | Amstel Tijgers      |
| 13/02 | Eaters Geleen       | 3-2     | 0-0, 2-2, 1-0  | HYS The Hague       |
| 14/02 | Amstel Tijgers      | 2-5     | 1-2, 0-0, 1-3  | Nijmegen Devils     |
| 14/02 | Eindhoven Kemphanen | 4-3     | 2-1, 0-0, 2-2  | Heerenveen Flyers   |
| 16/02 | Tilburg Trappers    | 3-4 nv  | 1-0, 0-1, 2-2  | Eindhoven Kemphanen |
| 16/02 | HYS The Hague       | 9-3     | 5-0, 3-2, 1-1  | Amstel Tijgers      |
| 17/02 | Heerenveen Flyers   | 9-4     | 4-2, 5-1, 3-1  | Groninger Grizzlies |
| 17/02 | Nijmegen Devils     | 5-4 nv  | 0-1, 2-2, 1-0  | Eaters Geleen       |
| 19/02 | Nijmegen Devils     | 3-4 nv  | 1-2, 1-0, 1-1  | Heerenveen Flyers   |
| 19/02 | HYS The Hague       | 5-1     | 1-1, 2-0, 2-0  | Tilburg Trappers    |
| 20/02 | Amstel Tijgers      | 2-3 nv  | 1-1, 0-0, 1-1  | Eaters Geleen       |
| 20/02 | Heerenveen Flyers   | 3-5     | 2-1, 1-3, 0-1  | HYS The Hague       |
| 20/02 | Eindhoven Kemphanen | 9-1     | 4-0, 2-1, 3-0  | Groninger Grizzlies |
| 21/02 | Groninger Grizzlies | 4-5 nv  | 3-2, 1-1, 0-1  | Nijmegen Devils     |
| 21/02 | Tilburg Trappers    | 8-2     | 4-0, 3-1, 1-1  | Amstel Tijgers      |
| 21/02 | Eaters Geleen       | 2-5     | 1-2, 1-0, 0-3  | Eindhoven Kemphanen |

## Play-off

### Kwartfinale
De kwartfinale werd gespeeld door middel van een “best-of-3”. De wedstrijden werden tussen 23 en 28 februari gespeeld.
| Compettitie #3 - #6 |                     |         |                |                     |
| Datum               | Thuisteam           | Uitslag | periodestanden | Uitteam             |
| 23/02               | Tilburg Trappers    | 3-5     | 1-1, 2-1, 0-3  | Eindhoven Kemphanen |
| 27/02               | Eindhoven Kemphanen | 2-6     | 1-2, 1-3, 0-1  | Tilburg Trappers    |
| 28/02               | Tilburg Trappers    | 5-3     | 1-0, 2-1, 2-2  | Eindhoven Kemphanen |

| Compettitie #4 - #5 |                   |         |                |                   |
| Datum               | Thuisteam         | Uitslag | periodestanden | Uitteam           |
| 24/02               | Eaters Geleen     | 4-2     | 0-1, 4-1, 0-0  | Heerenveen Flyers |
| 26/02               | Heerenveen Flyers | 3-4     | 0-0, 1-2, 2-2  | Eaters Geleen     |

### Halve finale
De halve finale werd gespeeld door middel van een “best-of-5”.
| Competitie #1 - #4 |                 |         |                |                 |
| Datum              | Thuisteam       | Uitslag | periodestanden | Uitteam         |
| 02/03              | Nijmegen Devils | 1-3     | 0-0, 1-2, 0-1  | Eaters Geleen   |
| 05/03              | Eaters Geleen   | 6-5     | 2-0, 3-2, 1-3  | Nijmegen Devils |
| 07/03              | Nijmegen Devils | 6-3     | 1-0, 3-2, 2-1  | Eaters Geleen   |
| 10/03              | Eaters Geleen   | 3-4     | 1-2, 1-2, 1-0  | Nijmegen Devils |
| 12/03              | Nijmegen Devils | 1-0     | 0-0, 0-0, 1-0  | Eaters Geleen   |

| Competitie #2 - #3 |                  |         |                |                  |
| Datum              | Thuisteam        | Uitslag | periodestanden | Uitteam          |
| 02/03              | HYS The Hague    | 3-1     | 2-1, 1-0, 0-0  | Tilburg Trappers |
| 05/03              | Tilburg Trappers | 5-2     | 2-1, 2-1, 1-0  | HYS The Hague    |
| 06/03              | HYS The Hague    | 4-1     | 1-0, 1-1, 2-0  | Tilburg Trappers |
| 12/03              | Tilburg Trappers | 3-1     | 1-1, 1-0, 1-0  | HYS The Hague    |
| 14/03              | HYS The Hague    | 2-4     | 1-1, 0-1, 1-2  | Tilburg Trappers |

### Finale
De finale werd gespeeld door middel van een “best-of-5”.
| Datum | Thuisteam        | Uitslag | periodestanden | Uitteam          |
| ----- | ---------------- | ------- | -------------- | ---------------- |
| 19/03 | Nijmegen Devils  | 5-1     | 1-0, 3-0, 1-1  | Tilburg Trappers |
| 23/03 | Tilburg Trappers | 3-6     | 0-1, 2-1, 1-4  | Nijmegen Devils  |
| 26/03 | Nijmegen Devils  | 5-4     | 3-2, 2-2, 0-0  | Tilburg Trappers |